# Mănăstirea Peștera Ialomiței
Mănăstirea Peștera Ialomiței este o mănăstire ortodoxă din România situată în comuna Moroeni, județul Dâmbovița, la intrarea în Peștera Ialomiței.